# Cethosia alceste
Cethosia alceste är en fjärilsart som beskrevs av Hans Fruhstorfer 1905. Cethosia alceste ingår i släktet Cethosia och familjen praktfjärilar. Inga underarter finns listade i Catalogue of Life.